# Superhero Movie
Superhero Movie är en amerikansk komedifilm från 2008, skriven och regisserad av Craig Mazin. Filmen hade premiär i Sverige den 4 april 2008.

## Handling
Rick Ricker (Drake Bell) är en helt vanlig kille som en dag upptäcker sina superkrafter. Rick förvandlas då till Dragonfly för att stoppa de onda krafterna.

## Medverkande
- Drake Bell - Rick Riker/Dragonfly
- Sara Paxton - Jill Johnson
- Christopher McDonald - Lou Landers/Hourglass
- Leslie Nielsen - Uncle Albert Adams
- Kevin Hart - Trey
- Marion Ross - Aunt Lucille Adams
- Ryan Hansen - Lance Landers
- Robert Joy - Stephen Hawking